# Pieter Steijlen

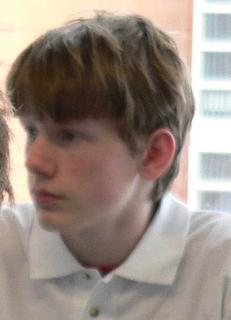
Pieter Steijlen in 2006

Pieter Steijlen (3 november 1990) is een Nederlandse dammer die als dammer is opgegroeid bij Damvereniging Denk en Zet Culemborg, de vereniging waar hij nog steeds voor uitkomt en waarmee hij in 2010 naar de ereklasse is gepromoveerd. Hij is Nationaal Meester en Internationaal Meester. 

## Jeugd- en studentenkampioenschappen
Hij werd 2x Nederlands jeugdkampioen: in 2005 bij de aspiranten en in 2007 bij de junioren. Hij won in 2009 het paastoernooi in Amsterdam en werd daarmee ook Nederlands studentenkampioen.
Bij jeugd WK's eindigde hij drie keer op de tweede plaats: in 2006 (in Ulaanbaatar) bij de aspiranten en in 2008 (in Nidzica) en 2009 (in Vitebsk) bij de junioren.

## Nederlands kampioenschap
Hij debuteerde na een herkamp met Ben Provoost in 2010 in het Nederlands kampioenschap en eindigde daarin met 10 uit 11 (0W, 10R, 1V) op de 8e plaats. Hij verloor alleen van de latere kampioen Alexander Baljakin.